# Thầy mo
Thầy mo là một người thầy cúng trong các bản, làng của những dân tộc vùng Tây Bắc Việt Nam. Những người này làm các lễ linh thiêng, lễ hội, đầy tháng tuổi cho trẻ sơ sinh, rước cô dâu mới về nhà, dựng miếu mạo, ma chay, chặt hạ cây cổ thụ, dựng nhà mới… Những công việc liên quan đến phong tục tập quán, tất cả những công việc ấy người trong bản đều cần thầy mo cầu khấn trước thần linh. Những thầy mo người Tày, Nùng, Dao, Khơ Mú, Thái... đều có các bài cúng được viết theo dạng cổ, thể theo tiếng địa phương của mình đang sống.